# Spanyol női labdarúgó-bajnokság (első osztály)
A Primera División (más néven Primera Iberdrola) Spanyolország női labdarúgásának legfelsőbb osztályú bajnoksága, melyet 1988-ban hoztak létre.

## Története
A bajnokságot 2020. június 10-től hivatalosan is professzionális ligának nyilvánították. A 2020–21-es kiírást 18 csapat részvételével rendezték, a következő idénytől azonban újra 16 csapat alkotta a ligát.

## A 2025–2026-os szezon résztvevői
| Klub                | Település        | Stadion                      | Férőhely |
| ------------------- | ---------------- | ---------------------------- | -------- |
| Alhama CF           | Alhama de Murcia | Deportivo del Guadalentín    | 1 500    |
| Athletic Bilbao     | Bilbao           | Lezama Sportközpont          | 3 200    |
| Atlético Madrid     | Madrid           | Wanda Alcalá de Henares      | 2 700    |
| Barcelona           | Barcelona        | Johan Cruijff Stadion        | 6 000    |
| Deportivo La Coruña | Abegondo         | Cidade Deportiva de Abegondo | 1 000    |
| Eibar               | Eibar            | Instalaciones de Unbe        | 1 000    |
| Espanyol            | Barcelona        | Ciudad Esportiva Dani Jarque | 1 500    |
| Granada             | Granada          | Ciudad Deportiva del Granada | 600      |
| Levante             | Valencia         | Ciudad Deportiva de Buñol    | 600      |
| Levante Badalona    | Sant Joan Despí  | Municipal Badalona           | 4 170    |
| Madrid CFF          | Madrid           | Nuevo Matapiñonera           | 3 000    |
| Logroño             | Logroño          | Estadio Las Gaunas           | 15 902   |
| Real Madrid         | Madrid           | Alfredo Di Stéfano stadion   | 6 000    |
| Real Sociedad       | San Sebastián    | Instalaciones de Zubieta     | 2 500    |
| Sevilla             | Sevilla          | Estadio Jesús Navas          | 7 500    |
| UDG Tenerife        | Adeje            | Campo de Fútbol de Adeje     | 1 100    |

## Bajnokok

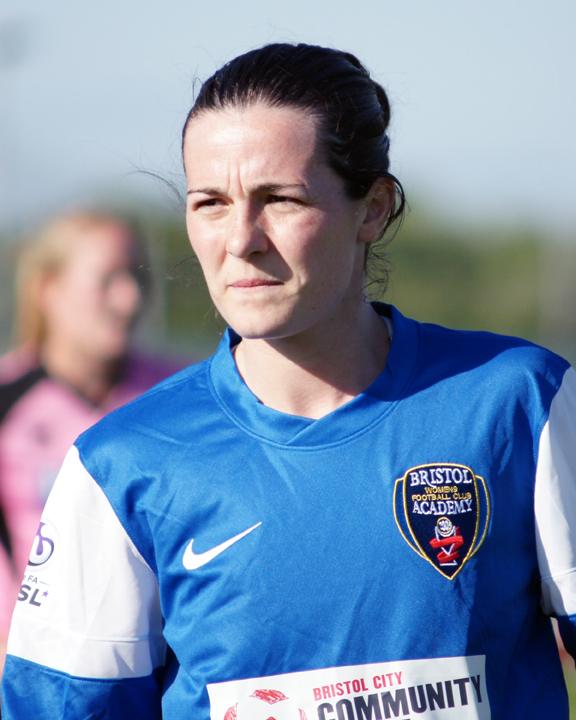
Natalia Pablos a liga legeredményesebb játékosa

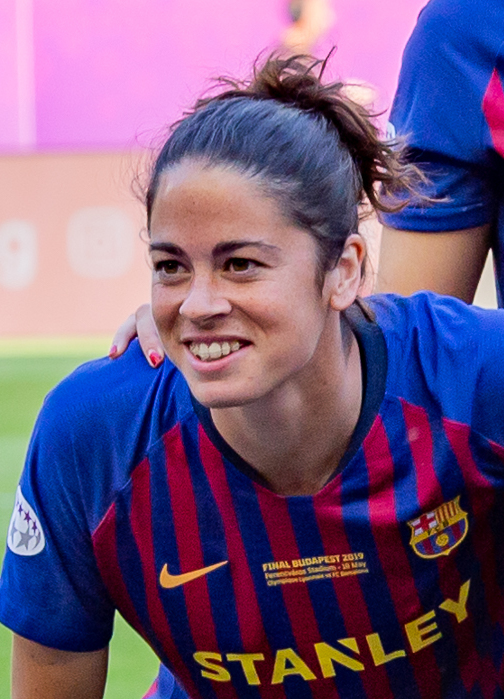
Marta Torrejón 542 alkalommal lépett pályára a spanyol élvonalban

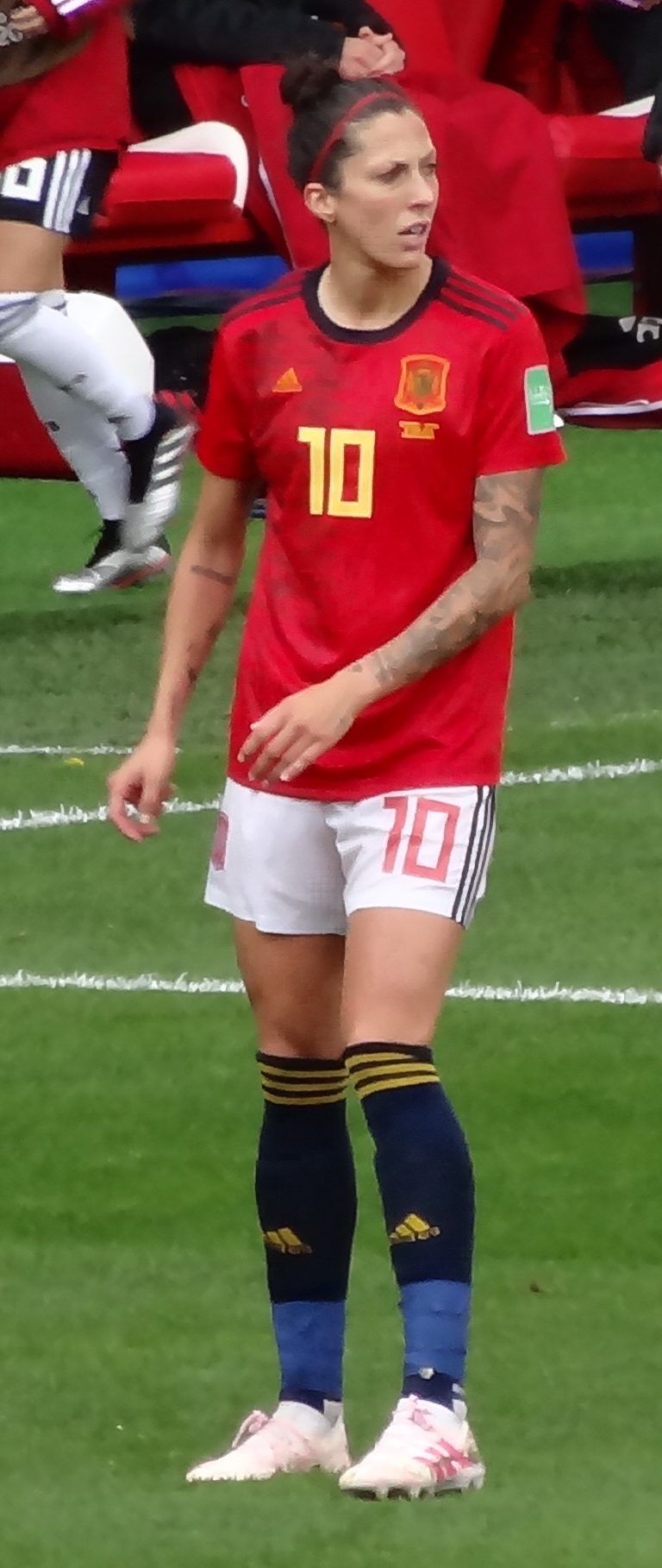
Jennifer Hermoso öt alkalommal nyerte el a gólkirálynői címet

Az alábbi táblázat az 1988 óta megrendezésre kerülő spanyol női bajnokságok győzteseit tartalmazza.
| Liga Nacional     |    |                          |    |                          |    |                 |    |                                                                 |
| 1988–89           | 9  | Peña Barcilona           | 24 | Parque Alcobendas        | 23 | RCD Espanyol    | 20 |                                                                 |
| 1989–1990         | 12 | Atlético Villa de Madrid | 43 | Peña Barcilona           | 39 | RCD Espanyol    | 30 |                                                                 |
| 1990–91           | 8  | Oiartzun KE              | 20 | Atlético Villa de Madrid | 20 | Añorga KKE      | 20 |                                                                 |
| 1991–92           | 8  | Añorga KKE               | 27 | Barcelona                | 19 | Oiartzun KE     | 17 |                                                                 |
| 1992–93           | 7  | CD Oroquieta Villaverde  | 21 | Añorga KKE               | 18 | Barcelona       | 16 |                                                                 |
| 1993–94           | 10 | CD Oroquieta Villaverde  | 49 | Añorga KKE               | 42 | Barcelona       | 41 |                                                                 |
| 1994–95           | 10 | Añorga KKE               | 48 | CD Oroquieta Villaverde  | 40 | RCD Espanyol    | 34 |                                                                 |
| 1995–96           | 9  | Añorga KKE               | 36 | CD Oroquieta Villaverde  | 31 | RCD Espanyol    | 30 |                                                                 |
| División de Honor |    |                          |    |                          |    |                 |    |                                                                 |
| 1996–97           | 40 | Sant Vicente Valencia    | 15 | Añorga                   | 10 |                 | 5  |                                                                 |
| 1997–98           | 45 | Atlético Málaga          |    | Sant Vicente Valencia    | -  |                 | -  |                                                                 |
| 1998–99           | 50 | CD Oroquieta Villaverde  |    | Irex Puebla              | -  |                 | -  |                                                                 |
| 1999–2000         | 50 | Irex Puebla              |    | AD Torrejón CF           | -  |                 | -  |                                                                 |
| 2000–01           | 56 | Levante                  |    | Eibartarrak FT           | -  |                 | -  |                                                                 |
| Superliga         |    |                          |    |                          |    |                 |    |                                                                 |
| 2001–02           | 11 | Levante                  | 57 | Irex Puebla              | 51 | RCD Espanyol    | 37 |                                                                 |
| 2002–03           | 12 | Athletic Bilbao          | 55 | Levante                  | 55 | Irex Puebla     | 46 |                                                                 |
| 2003–04           | 14 | Athletic Bilbao          | 60 | CE Sabadell              | 58 | Levante         | 58 |                                                                 |
| 2004–05           | 14 | Athletic Bilbao          | 66 | Levante                  | 63 | RCD Espanyol    | 57 | Marta Cubí (RCD Espanyol) (32)                                  |
| 2005–06           | 13 | RCD Espanyol             | 60 | CD Híspalis              | 60 | Levante         | 55 | Auxiliadora Jiménez (Sevilla) (29)                              |
| 2006–07           | 14 | Athletic Bilbao          | 64 | RCD Espanyol             | 63 | Levante         | 55 |                                                                 |
| 2007–08           | 14 | Levante                  | 71 | Rayo Vallecano           | 71 | Athletic Bilbao | 53 | Natalia Pablos (Rayo Vallecano) (24)                            |
| 2008–09           | 16 | Rayo Vallecano           | 81 | Levante                  | 74 | Athletic Bilbao | 65 | Erika Vázquez (Athletic Bilbao) (32)                            |
| 2009–10           | 22 | Rayo Vallecano           | -  | RCD Espanyol             | -  | Athletic Bilbao | -  | Adriana Martín (Rayo Vallecano) (35)                            |
| 2010–11           | 23 | Rayo Vallecano           | -  | RCD Espanyol             | -  | Athletic Bilbao | -  | Verónica Boquete (RCD Espanyol) (39)                            |
| Primera División  |    |                          |    |                          |    |                 |    |                                                                 |
| 2011–12           | 18 | Barcelona                | 94 | Athletic Bilbao          | 91 | RCD Espanyol    | 76 | Sonia Bermúdez (Barcelona) (38)                                 |
| 2012–13           | 16 | Barcelona                | 76 | Athletic Bilbao          | 74 | Atlético Madrid | 68 | Sonia Bermúdez (Barcelona) Natalia Pablos (Rayo Vallecano) (27) |
| 2013–14           | 16 | Barcelona                | 79 | Athletic Bilbao          | 69 | Atlético Madrid | 54 | Sonia Bermúdez (Barcelona) (28)                                 |
| 2014–15           | 16 | Barcelona                | 77 | Atlético Madrid          | 69 | Athletic Bilbao | 65 | Adriana Martín (Levante) (18)                                   |
| 2015–16           | 16 | Athletic Bilbao          | 78 | Barcelona                | 77 | Atlético Madrid | 69 | Jennifer Hermoso (Barcelona) (24)                               |
| 2016–17           | 16 | Atlético Madrid          | 78 | Barcelona                | 75 | Valencia        | 68 | Jennifer Hermoso (Barcelona) (35)                               |
| 2017–18           | 16 | Atlético Madrid          | 77 | Barcelona                | 76 | Athletic Bilbao | 56 | Charlyn Corral (Levante) (24)                                   |
| 2018–19           | 16 | Atlético Madrid          | 84 | Barcelona                | 78 | Levante         | 57 | Jennifer Hermoso (Atlético Madrid) (24)                         |
| 2019–20           | 16 | Barcelona                | 59 | Atlético Madrid          | 50 | Levante         | 45 | Jennifer Hermoso (Barcelona) (23)                               |
| 2020–21           | 18 | Barcelona                | 99 | Real Madrid              | 74 | Levante         | 70 | Jennifer Hermoso (Barcelona) (31)                               |
| 2021–22           | 16 | Barcelona                | 90 | Real Sociedad            | 66 | Real Madrid     | 60 | Asisat Oshoala (Barcelona) Geyse Ferreira (Madrid CFF) (20)     |
| 2022–23           | 16 | Barcelona                | 85 | Real Madrid              | 75 | Levante         | 66 | Alba Redondo (Levante) (27)                                     |
| 2023–24           | 16 | Barcelona                | 88 | Real Madrid              | 73 | Atlético Madrid | 61 | Caroline Hansen (Barcelona) (21)                                |
| 2024–25           | 16 | Barcelona                | 84 | Real Madrid              | 76 | Atlético Madrid | 58 | Ewa Pajor (Barcelona) (25)                                      |

### Klubonként
| Klub                 | Győztes | Második | Győztes évek                                               |
| -------------------- | ------- | ------- | ---------------------------------------------------------- |
| Barcelona            | 10      | 5       | 2012, 2013, 2014, 2015, 2020, 2021, 2022, 2023, 2024, 2025 |
| Athletic Bilbao      | 5       | 3       | 2003, 2004, 2005, 2007, 2016                               |
| Levante              | 4       | 4       | 1997, 2001, 2002, 2008                                     |
| Atlético Madrid      | 4       | 3       | 1990, 2017, 2018, 2019                                     |
| Añorga               | 3       | 3       | 1992, 1995, 1996                                           |
| Oroquieta Villaverde | 3       | 2       | 1993, 1994, 1999                                           |
| Rayo Vallecano       | 3       | 1       | 2009, 2010, 2011                                           |
| RCD Espanyol         | 1       | 3       | 2006                                                       |
| Puebla               | 1       | 2       | 2000                                                       |
| Peña Barcilona       | 1       | 1       | 1989                                                       |
| Oiartzun KE          | 1       | 0       | 1991                                                       |
| Atlético Málaga      | 1       | 0       | 1998                                                       |
| Real Madrid          | 0       | 3       |                                                            |
| Sabadell             | 0       | 1       |                                                            |
| Parque Alcobendas    | 0       | 1       |                                                            |
| Torrejón             | 0       | 1       |                                                            |
| Eibartarrak          | 0       | 1       |                                                            |
| CD Híspalis          | 0       | 1       |                                                            |
| Real Sociedad        | 0       | 1       |                                                            |